# Stixaceae
Stixaceae, nekadašnja biljna porodica uključivana u red kupusolike (Brassicales). Pripadalo joj je četiri roda koji su prethodno bili smješteni u porodicu Capparaceae, a kasnije u porodicu katančevki (Resedaceae).
Rodovi koji su joj pripadali su: Forchhammeria, Neothorelia, Stixis i Tirania sa sveukupno 24 vrste. Opisana je u A. Doweld & Reveal, Phytologia 90(3): 417 (2008).